# Liga Celta 2009-10
La Temporada 2009-10 de la Liga Celta de rugby fue la novena edición de la liga profesional de rugby union.
De entre los 10 equipos que participaron esta temporada, 4 de ellos son irlandeses: Connacht, Leinster, Munster y Ulster; cuatro galeses: Cardiff Blues, Newport Gwent Dragons, Ospreys y el Scarlets y  dos escoceses: Edinburgh y el Glasgow Warriors.

## Clasificación
- 4 puntos por ganar.
- 2 puntos por empatar.
- 1 punto bonus por perder por siete puntos o menos.
- 1 punto bonus por anotar cuatro o más tries en un partido.

| Pos. | Equipo            | PJ | Gan | Emp | Per | PaF | PeC | Dif  | BP | Pts |
| ---- | ----------------- | -- | --- | --- | --- | --- | --- | ---- | -- | --- |
| 1    | Leinster Rugby    | 18 | 13  | 0   | 5   | 359 | 295 | 64   | 3  | 55  |
| 2    | Ospreys Rugby     | 18 | 11  | 1   | 6   | 384 | 298 | 86   | 6  | 52  |
| 3    | Glasgow Warriors  | 18 | 11  | 2   | 5   | 390 | 321 | 69   | 3  | 51  |
| 4    | Munster Rugby     | 18 | 9   | 0   | 9   | 319 | 282 | 37   | 9  | 45  |
| 5    | Cardiff Blues     | 18 | 10  | 0   | 8   | 349 | 315 | 34   | 4  | 44  |
| 6    | Edinburgh Rugby   | 18 | 8   | 0   | 10  | 385 | 391 | -6   | 9  | 41  |
| 7    | Newport Dragons   | 18 | 8   | 1   | 9   | 333 | 378 | -45  | 5  | 39  |
| 8    | Ulster Rugby      | 18 | 7   | 1   | 10  | 357 | 370 | -13  | 6  | 36  |
| 9    | Llanelli Scarlets | 18 | 5   | 0   | 13  | 361 | 382 | -21  | 9  | 29  |
| 10   | Connacht Rugby    | 18 | 5   | 1   | 12  | 254 | 459 | -205 | 4  | 26  |

|  | Clasificado a Post-temporada. |

## Fase final

### Semifinales
| 14 de mayo de 2010 | Ospreys Rugby | 20 - 5 | Glasgow Warriors | Liberty Stadium, Swansea, |  |

| 15 de mayo de 2010 | Leinster Rugby | 16 – 6 | Munster Rugby | RDS Arena, Dublín, |  |

### Final
| 29 de mayo de 2010 | Leinster Rugby | 12 – 17 | Ospreys Rugby | RDS Arena, Dublín,              |  |
|                    |                |         |               | Asistencia: 19.500 espectadores |  |

| Bandera de Gales |
| Campeón Ospreys  |
| Tercer título    |